# AE3007H
Allison Rolls-Royce AE3007H - це газотурбінний двигун, розроблений спільно компаніями Allison Engine Company та Rolls-Royce.
Цей двигун застосовується в авіації, зокрема, в бізнес- і регіональній авіації для приводу літаків, таких як Bombardier Challenger 300/350, Embraer Legacy 600/650 та Cessna Citation XLS+. Він також використовується в військовій авіації для військово-транспортних літаків, наприклад, для Lockheed Martin C-130J Super Hercules.
AE3007H оснащений одноступінчастим компресором низького тиску з широкою хордою, 14-ступінчастим компресором високого тиску, за яким слідує кільцева камера згоряння з ефузійним охолодженням, двоступенева турбіна високого тиску та триступенева турбіна низького тиску, і виробляє від 7200 до 8895 фунтів тяги(3265.4 - 4039.5 кілограмів тяги).
AE3007H також має високу ступінь надійності, ефективності та економічності, а також має низький рівень шуму та викидів, що робить його більш екологічно чистим.